# Aliamber, Bidar
Aliamber là một làng thuộc tehsil Bidar, huyện Bidar, bang Karnataka, Ấn Độ.